# Fjällbacka skärgård

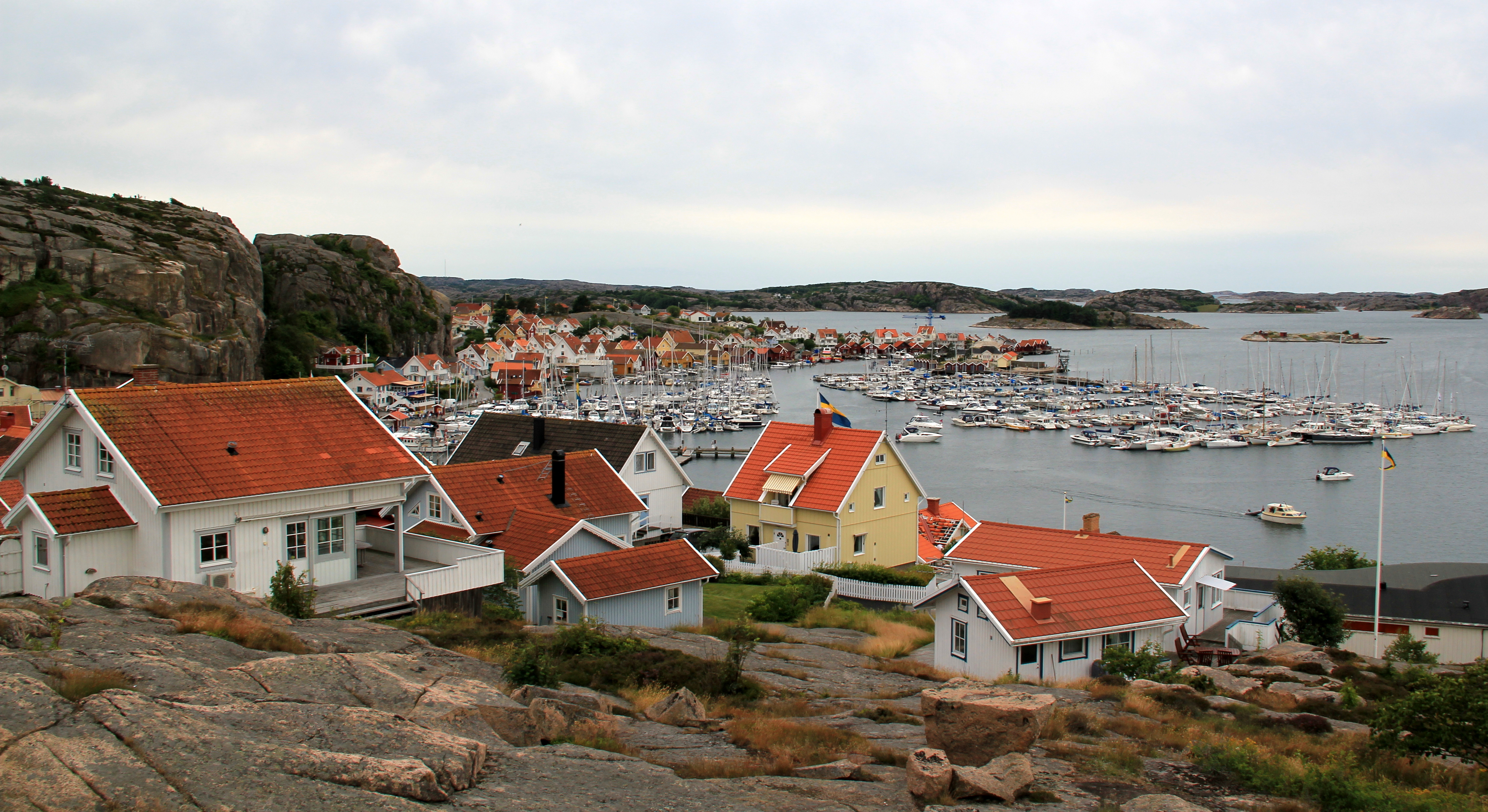
Fjällbacka med del av Fjällbacka skärgård.

Fjällbacka skärgård, med Väderöarna, är ett skärgårdsområde i norra Bohuslän, väster om Fjällbacka i Tanums kommun. Kännetecknande för området är mångfalden av höga, rödskiftande klippor som sticker upp ur havet. Detta ger skärgården en mycket speciell och spektakulär karaktär.
Fjällbacka skärgård har speciell och rik  historia som inkluderar förlisningar, krigsdrabbningar, katolska präster, kolerasmittade, krogverksamhet och ambulerande skolor.
| Öar i Fjällbacka skärgård[2]                                                                   |
| ---------------------------------------------------------------------------------------------- |
| - Väderöarna - Dannholmen - Stensholmen - Valö - Korsö - Fläskö - Kalvö - Musö - Dyngö - Florö |